# Кастільйон-Фьорентіно
Кастільйон-Фьорентіно (італ. Castiglion Fiorentino) — муніципалітет в Італії, у регіоні Тоскана, провінція Ареццо.
Кастільйон-Фьорентіно розташований на відстані близько 170 км на північ від Рима, 75 км на південний схід від Флоренції, 15 км на південь від Ареццо.
Населення — 13 317 осіб (2014).
Щорічний фестиваль відбувається 8 травня. Покровитель — святий Михайло.

## Демографія
Населення за роками:

Станом на 1 січня 2023 року в муніципалітеті офіційно проживало 1449 іноземців з 63 країн, серед них 717 громадян країн Євросоюзу та 9 громадян України.

## Персоналії
- Роберто Беніньї (*1952) — італійський актор, комедіант, сценарист і режисер кіно, театру та телебачення.

## Сусідні муніципалітети
- Ареццо
- Кортона
- Фояно-делла-К'яна
- Марчіано-делла-К'яна